# Jowa
Jowa – miejscowość i dżamoat w północno-zachodnim Tadżykistanie. Jest położone w dystrykcie Gafurow w wilajecie sogdyjskim. Dżamoat zamieszkuje 30 826 osób.